# Classe MB-330
La classe MB-330 è composta da rimorchiatori oceanici in servizio con la marina russa, ma costruiti a Singapore. In Russia sono classificati come Morskoy Buksir (MB, ovvero rimorchiatori d'altura).
Si tratta di rimorchiatori di grandi dimensioni, di progetto civile.
Complessivamente, ne sono stati costruiti due. Il capoclasse MB-330 è stato venduto ad un operatore privato ed è oggi utilizzato per scopi commerciali, mentre l'MB-331 (entrato in servizio nel 1991) è operativo con la Flotta del Pacifico.